# Revsneshamn
Revsneshamn (nordsamiska: Áhpenjárgohppi) är en by i Hammerfests kommun i Finnmark fylke i norra Norge. Byn ligger vid fjorden Revsbotn och saknar fast förbindelse.
Tidigare har byn tillhört dåvarande Kvalsunds kommun.
Skulptören och målaren Annelise Josefsen föddes här den 2 oktober 1949.